# Rudolf von Pfullendorf
Rudolf von Pfullendorf (* um 1100/1110; † 9. Januar 1181 in Jerusalem) war Graf von Ramsberg, später Graf von Pfullendorf, wurde auch Graf von Bregenz und Graf von Lindau genannt und war Vogt von Sankt Gallen.
Rudolf war der Sohn des Grafen Ulrich von Ramsberg und Adelheid von Bregenz, Tochter des Grafen Ulrich X.  von Bregenz. Die Pfullendorfer Grafen waren eine Nebenlinie der Udalrichinger.
Um 1150 heiratete Rudolf eine Schwester von Herzog Welf VII. und Tochter von Herzog Welf VI. namens Elisabeth (* um 1130/35; † 1164/80). 
Sie war eine Cousine von Herzog Heinrich dem Löwen und von Kaiser Friedrich I. Barbarossa.
Der bei der Gründung des Klosters Salem erstmals genannte Graf Rudolf wurde ab 1152 zum Parteigänger des späteren Kaisers Friedrich Barbarossa. Dadurch konnte er die Machtbasis seiner Familie im Linzgau um die Herrschaften von Bregenz und Lindau, die Burg Rheineck im Tal des Alpenrheins, die Vogtei über das Bistum Chur und die Abtei St. Gallen erweitern.
Er verlagerte 1155 seinen Sitz von Burg Ramsberg nach Pfullendorf, baute im Gebiet der heutigen Altstadt eine Burg und nannte sich fortan Graf Rudolf von Pfullenberg. Um die Burg auf dem Pfullendorfer Molassefelsen entwickelte sich eine Marktsiedlung von Bauern und Handwerkern.
Sein einziger Sohn Berthold (* um 1150) starb 1167 beim Vierten Italienfeldzug von Kaiser Friedrich I. Barbarossa, als die Malaria dessen Ritterheer dezimierte. Er teilte damit das Schicksal seines Schwiegervaters Welf VI., der dort ebenfalls seinen einzigen Sohn Welf VII. verlor. Damit starben später beide Geschlechter in männlicher Linie aus.
Seine Tochter Ita (* um 1151/52; † vor 1191) wird in einer um 1160 im Habsburger Hauskloster in Muri entstandenen Genealogie als filia sororis ducis Welph (Tochter der Schwester des Herzog Welf) genannt. Sie heiratete 1164 den Grafen von Habsburg Albrecht III. und war somit die Urgroßmutter von Rudolf I. von Habsburg, dem ersten römisch-deutschen König aus dem Geschlecht der Habsburger.
Als Rudolfs Schwiegervater Welf VI. im Jahre 1178 seinen Besitz im Rahmen eines Erbvertrags an Friedrich I. Barbarossa verkaufte, übertrug auch Rudolf einen großen Teil seines Erbes an die Staufer.
1180 zog Graf Rudolf als Pilger ins Heilige Land, wo er laut St. Galler Nekrolog am 9. Januar 1181 starb.